# San Martín de Pusa
San Martín de Pusa es un municipio y localidad española de la provincia de Toledo, en la comunidad autónoma de Castilla-La Mancha. El término municipal tiene una población de 604 habitantes (INE 2024).

## Toponimia
En un principio, este pueblo se conocía como El Pozuelo debido a un pozo que les abastecía. Con la repoblación el nuevo poblado surge más al oeste del anterior que tomará el nombre de San Martín de Valdepusa por una iglesia que se hizo para la devoción a San Martín Obispo y por el señor de Valdepusa, dueño de las tierras. En 1517 se fue perdiendo el nombre de Pozuelo, manteniéndose el del Santo.

## Historia
En 1357 se establece el señorío de Valdepusa en tierras de Talavera por Pedro I. El territorio estuvo ya habitado al menos en la época visigoda y después en la musulmana, Reconquistado el país, cuando se hace la donación real del señorío, ya existían moradores desde el siglo XII en la zona conocida como El Pozuelo, donde se edificaron las primeras casas. Entre 1425 y 1430 se repuebla con vecinos de Bernuí, que tras la sequía deben salir de su pueblo, pero el nuevo pueblo se construye más al oeste y el vecindario de Pozuelo se fue trasladando al nuevo caserío de San Martín, así realizaron obras de abastecimiento de aguas del antiguo pozo hacia 1550, estableciéndose entonces todos ellos en San Martín.
Hacia mediados del siglo XIX, la villa tenía contabilizada una población de 774 habitantes. Aparece descrita en el decimoprimer volumen del Diccionario geográfico-estadístico-histórico de España y sus posesiones de Ultramar de Pascual Madoz de la siguiente manera:

MARTIN DE PUSA (San): v. con ayunt. en la prov. y dióc de Toledo (10 leg.) part. jud. de Navahermosa (4), aud. terr. de Madrid (19), c. g. de Castilla la Nueva: sit. en una hondonada rodeada de cerros, es de clima templado, reinan los vientos E. y S. y no se conocen enfermedades dominantes: tiene 218 casas, la de ayunt., cárcel, un palacio del marqués de Malpica; igl. parr. dedicada á San Martin ob., curato de primer ascenso y provision ordinaria; una ermita titulada del Smo. Cristo de Valdelpozo, con culto, y en los afueras 2 abandonadas con la advocacion de Ntra. Sra. de Bienvenida y San Sebastian: se surte de aguas potables en una fuente dentro y 2 fuera del pueblo, y en las del r. Pusa que corre á las inmediaciones. Confina el térm. por N. con Malpica; E. Villarejo de Montalvan; S Navalmoral de Pusa; O. Santa Ana de Pusa y San Bartolomé, cuyos pueblos dist. de 1 á 3 leg. y comprende el monte llamado tambien de Pusa, al N. con pocas encinas, y terreno de labor, quebrado, fértil, recio y bañado por el mencionado r.: los caminos son vecinales y estropeados; el correo se recibe en Talavera de la Reina (5 leg,) por balijero 3 veces á la semana. prod.: vino, aceite, trigo, cebada, garbanzos, algarrobas, centeno, avena, habas; se mantiene ganado lanar, de cerda, cabrío, mular de labor y se cria caza de todas clases, y pesca de anguilas y barbos. ind. y comercio: 4 molinos de aceite, 1 harinero: la venta de sus frutos. pobl.: 222 vec. 774 alm. cap. prod.: 3.566,825 rs. en los cuales estan incluidos 134,474 de censos contra el marqués de Malpica. imp.: 95,181. contr.: segun el cálculo oficial de la prov. 74'48 por 100. presupuesto municipal: 13,208 del que se pagan 2,200 al secretario por su dotacion y se cubre por repartimiento vecinal, y 3,929 rs. de sus propios.
(Madoz, 1848, pp. 256-257)

## Demografía
Cuenta con una población de 604 habitantes (INE 2024).
| Gráfica de evolución demográfica de San Martín de Pusa entre 1842 y 2021                                              |
| |
| Población de derecho según los censos de población del INE. Población de hecho según los censos de población del INE. |

## Símbolos
El escudo heráldico que representa al municipio fue aprobado oficialmente el 22 de abril de 1992 con el siguiente blasón:

«Escudo español. Partido. Primero, en campo de gules, un pozo con arco y garrucha en oro. Segundo, de oro, tres fajas de sinople. Al timbre, Corona Real cerrada.»
Diario Oficial de Castilla-La Mancha nº 33 de 6 de mayo de 1992

El escudo de San Martín de Pusa fue encargado en 1982 por el Ayuntamiento a los heraldistas e historiadores José Luis Ruz Márquez y Buenaventura Leblic García, quienes lo realizaron apoyándose en la existencia del paraje de Val del Pozo, origen del poblamiento.así como en el dominio señorial de los Ribera. Escudo e informe obtuvieron la aprobación de la Real Academia de la Historia en sesión de 27 de marzo de 1992.

## Patrimonio

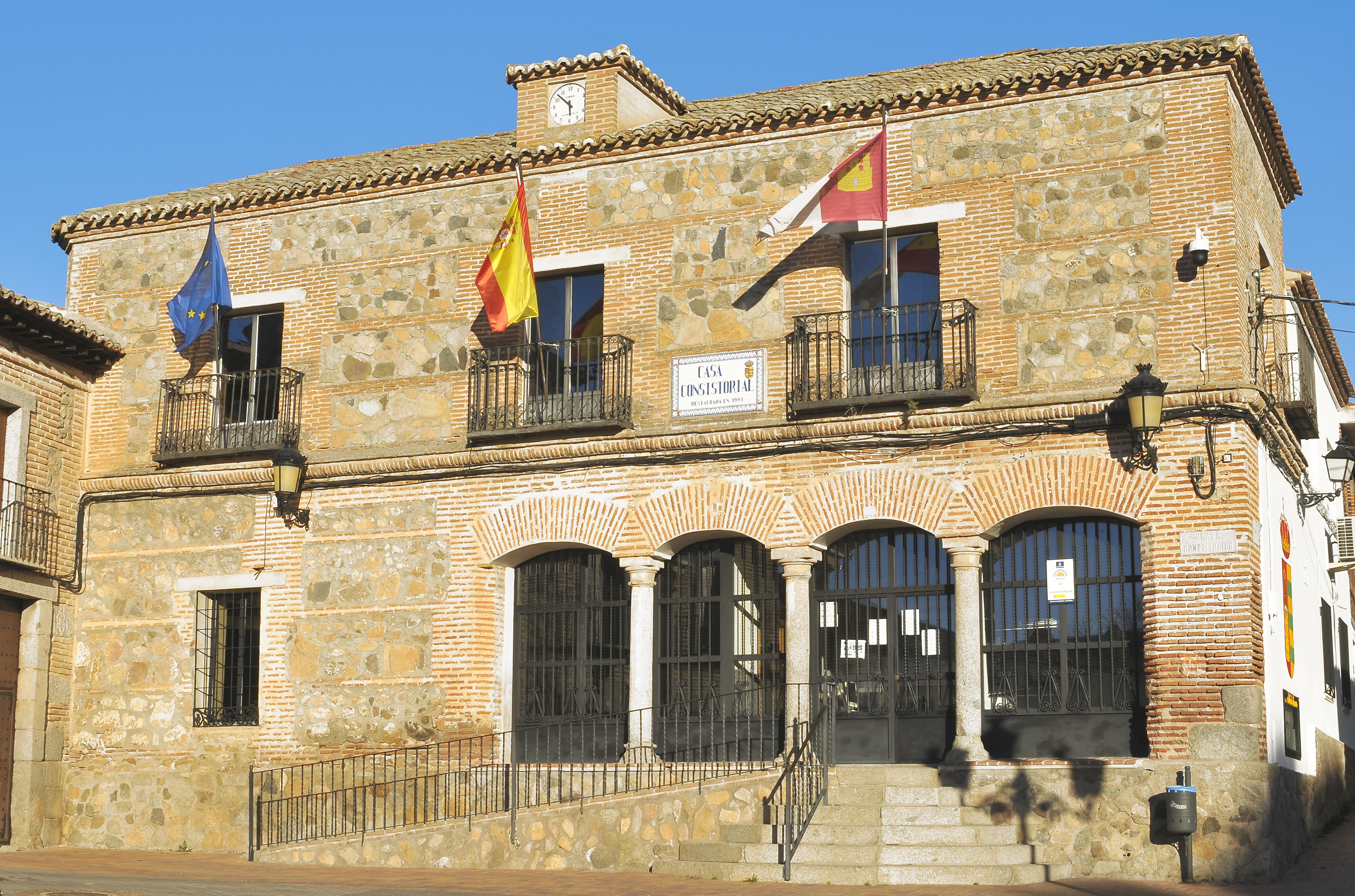
Casa consistorial

- Casa consistorial: fue levantada a finales del siglo XV, cuando los Reyes Católicos mandaron hacer casas donde se ayuntaran los concejos, o, en caso de desobediencia, pena de supresión de fueros y prebendas. San Martín de Pusa siguió esta pragmática y levantó una magnífica casa grande donde pudo ayuntar su concejo, del que fue alcalde honorífico Alfonso XIII.
- Ermita del Santísimo Cristo de Valdelpozo: la Ermita del Santísimo Cristo de Valdelpozo data del siglo XVI. De estilo mudéjar este templo está formado por dos naves, la central y una lateral de menores dimensiones, que están separadas por una arquería de cuatro arcos de medio punto. En el interior hay una pilastra tardorromana en la que se conserva el pozo que salvó al Cristo del ejército francés. Ermita del Santísimo Cristo de Valdelpozo

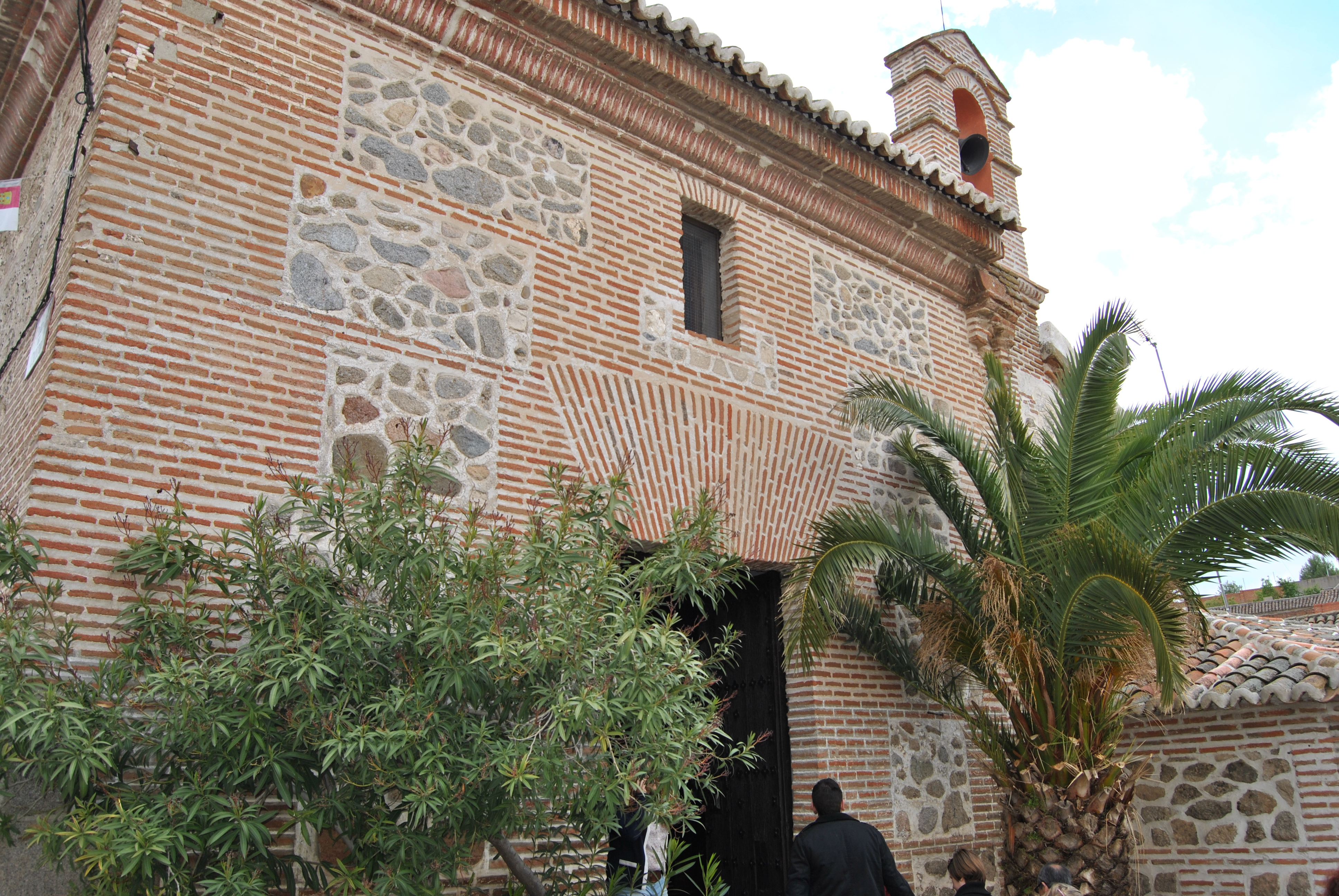
Ermita del Santísimo Cristo de Valdelpozo

- Iglesia parroquial de San Martín Obispo: construida sobre otra anterior a finales del siglo XVI. Obra de aparejo toledano, donde el ladrillo muestra sobriedad arquitectónica y parece salida de las manos del gran maestro Nicolás, creador del barroco talaverano y autor de la torre de la iglesia de Los Navalmorales.

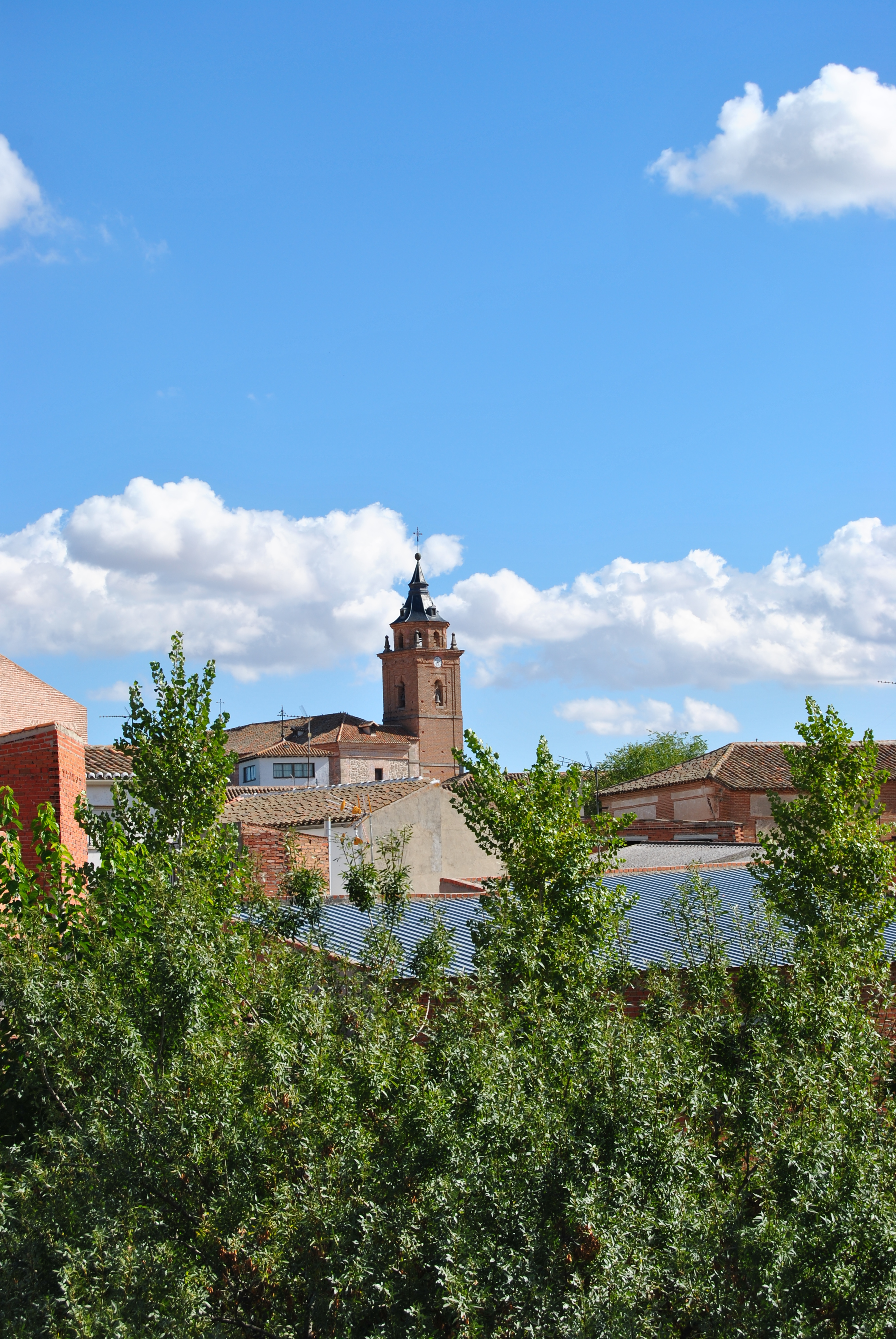
Iglesia parroquial de San Martín Obispo

- Palacio de los antiguos Señores de Valdepusa: es obra del siglo XVI, construido sobre la casa fuerte que levantó en 1470 Per Afán de Ribera VI señor de Valdelpusa y está junto a la vieja torre donde se han encontrado restos celtas. La fachada es soberbia y, en ella, campea una piedra armera, antes ubicada en un edificio sito frente al palacio que tal vez fuera la cilla donde se cobraban los diezmos.
- Casona de los antiguos Señores de Valdepusa: vieja casona del siglo XVI, construida como vivienda de los administradores de los señores de Valdepusa. La misma en la que, un día ya lejano, se hospedó Santa Teresa de Jesús, cuando, desde la puebla de Nuestra Señora de Guadalupe, se dirigía a La Puebla de Montalbán.

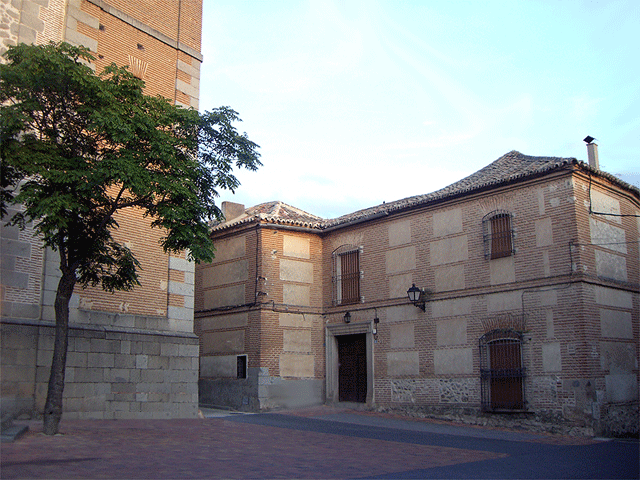
Casona de los antiguos Señores de Valdepusa

- Restos del Castillo de Santisteban: data del siglo XII. Poco se sabe de su historia, tan solo que en el siglo XIV perteneció a Diego Gómez de Toledo, pasando después a los Marqueses de Malpica y Duques de Arión, señores de Valdepusa. Actualmente sus ruinas carecen de elementos que den una idea de cómo fue realmente. Solo se conservan dos ruinosos trozos de gruesas cortinas. Carece de saledizos, adarve y almenas y su puerta principal debió de estar en el oeste, ya que la rampa de acceso que rodea el cerro termina ante ese costado. Se encuentra en estado de ruina avanzada.

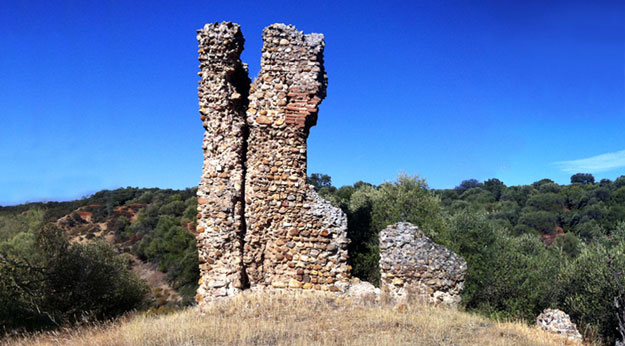
Ruinas del Castillo de Santiesteban

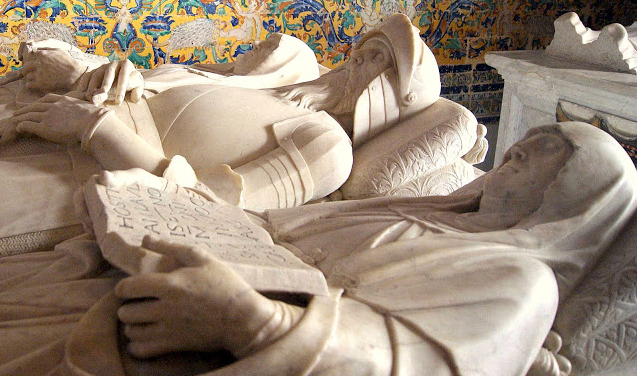
Aldonza de Ayala, IV Señora del Valdepusa junto con su esposo Per Afán de Ribera el Viejo y su primera esposa María Rodríguez Mariño

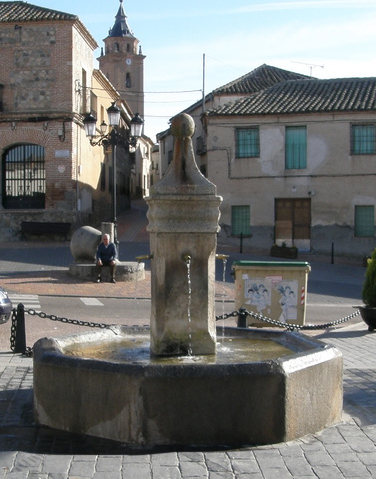
Fuente la Deliciosa

- Casa parroquial: antiguo hospital fundado por el entonces canónigo de la Catedral de Toledo y párroco de la villa llamado Zapata en 1518, actualmente acoge la casa Parroquial.
- Fuente pública La Deliciosa: Instalada en la plaza de la Constitución el 22 de marzo de 1908.
- Fuente El caño: sirvió como bebedero para el descanso de los animales.
- Fuente El pozo nuevo: acreditado en 1585, fue inaugurada por el entonces alcalde del concejo, Juan Sánchez Pulido.
- Monumento al Molino de Piedra: se trata de un molino original que antiguamente se utilizaba para moler el cereal después de la cosecha.
- Cruz del Carnero: alzado sobre dos peldaños de granito, se ubica un pilar granítico, con una cruz de forja como remate, se encuentra en la parte trasera de la Iglesia parroquial. Representa la categoría administrativa del lugar, y antiguamente se ubicaba solo en las villas que tenían absoluta jurisdicción. Hasta 1812, por Decreto de las Cortes de Cádiz, estos monumentos compartieron junto con las picotas funciones de ajusticiamientos.
- Puente de San Martín: fechado en el siglo XVI, sobre el arroyo Navajatas.
- Monumento do cruceiro: crucero de granito, resultado del hermanamiento de San Martín de Pusa y la localidad de Teo, de la provincia de La Coruña.
- Monumentos desaparecidos: ermita de Nuestra Señora de la Bienvenida, ermita de la Magdalena, ermita de San Sebastián, ermita de San Antonio.Vista de San Martín de Pusa

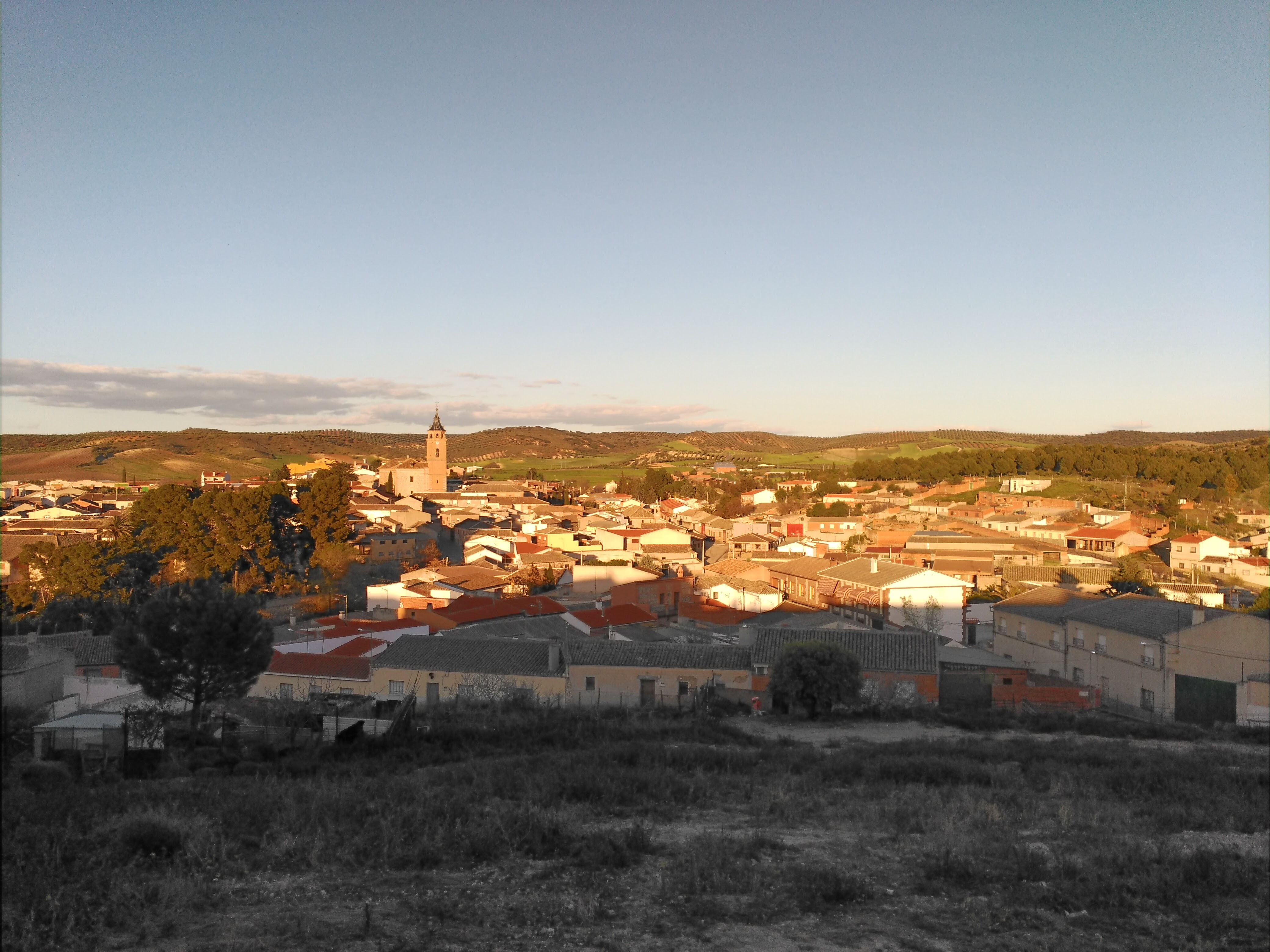
Vista de San Martín de Pusa

## Señores de Valdepusa
Fueron señores de Valdepusa los siguientes:
- Fernán Gómez de Toledo, I Señor de Valdepusa: Por cédula real el 6 de abril de 1307, fue propietario del Señorío de Valdepusa y del castillo de Malpica.
- Gómez Pérez, II Señor de Valdepusa (Herencia)
- Diego Gómez de Toledo, III Señor de Valdepusa (Herencia) y I Señor de Casarrubios.
- Aldonza de Ayala Gómez de Toledo, IV Señora de Valdepusa: Hija segunda de Diego Gómez de Toledo. Casó en segundas nupcias con Per Afán de Ribera "El Viejo" que nació en 1338 y murió en 1423,  I Adelantado Mayor de Andalucía.
- Payo de Ribera, V Señor de Valdepusa (Herencia): Hijo de Per Afán de Ribera y Aldonza de Ayala. Fundó la Villa de San Martín de Valdepusa en su actual ubicación hacia 1425-1430.
- Per Afán de Ribera, VI Señor de Valdepusa y II de Malpica (1419-1468).
- Vasco Ramírez de Ribera, VII Señor de Valdepusa, Primer inquisidor de la diócesis de Toledo desde 1479. Obispo de la diócesis de Coria. Murió en 1488 siendo enterrado en el monasterio de Santo Domingo el Real de Toledo.
- Payo Barroso de Ribera, VIII Señor de Valdepusa y VI Señor de Parla. En 1525 fundó Santa Ana de Pusa. Murió en 1567.
- Francisco de Ribera y Barroso, IX Señor de Valdepusa y VII Señor de Parla. Mariscal de Castilla. Con Dº Francisco, San Martín de Valdepusa pasó a ser centro administrativo del Señorío de Valdepusa, del que pasaron a depender Los Navalmorales de Pusa y Santa Ana de Pusa a excepción de Malpica de Tajo porque era villa, aunque dependía administrativamente de San Martín de Pusa. Murió en 1578.
- Pedro Barroso de Ribera y Figueroa, X Señor de Valdepusa, VIII Señor de Parla y I Marqués de Malpica. Mariscal de Castilla y Caballero de la Orden de Santiago.
- Francisco de Barroso de Ribera y Enríquez, XI Señor de Valdepusa, IX Señor de Parla y II Marqués de Malpica. Mariscal de Castilla y Caballero de la Orden de Santiago, Comendador de Mérida y Villoria.
- Baltasar Barroso de Ribera, XII Señor de Valdepusa, X Señor de Parla y III Marqués de Malpica, I Conde de Los Navalmorales, Duque de Galisteo (consorte). Mariscal de Castilla y Caballero de la Orden de Santiago, Mayordomo Mayor de Felipe IV. Protector de Diego de Velázquez. Murió en 1669.
- Francisca Dávila y Zúñiga, XIII Señora de Valdepusa, XI Señora de Parla y IV Marquesa de Malpica, IV Marquesa de Mirabel, III Marquesa de Povar, II Condesa de Berantevilla y II Condesa de Los Navalmorales.

## Fiestas

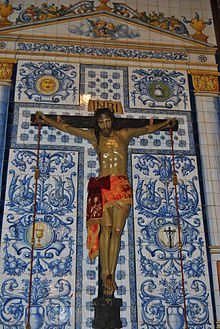
Imagen del Santísimo Cristo de Valdelpozo

- Santísimo Cristo de Valdepozo: del 1 al 4 de mayo, apeada, procesiones del Cristo, exposiciones, concursos diversos, verbenas y pólvora.
- San Martín Obispo: del 8 al 11 de noviembre, Matanza popular, hoguera, procesión, recorrido de San Martín a caballo.
- Fiestas del verano: puente del 15 de agosto.